# Karl của Áo, Công tước xứ Teschen
Đại vương công Carl Ludwig Johann Joseph Laurentius của Áo, Công tước xứ Teschen (tiếng Đức: Erzherzog Carl Ludwig Johann Joseph Laurentius von Österreich, Herzog von Teschen; 5 tháng 9 năm 1771 – 30 tháng 4 năm 1847) là một thống chế người Áo, là người con thứ ba của Hoàng đế Leopold II và vợ ông, Maria Luisa của Tây Ban Nha. Ông cũng là em trai của Hoàng đế Franz II. Mặc dù bị động kinh, Charles vẫn được tôn là một vị chỉ huy và là một nhà cải cách của quân đội Áo. Ông được coi là một trong những đối thủ đáng gờm nhất của Napoléon Bonaparte.